# 신원철 (1941년)
신원철(1941년 12월 15일 ~ )은 대한민국의 정치인이다. 제2·3대 연수구청장을 역임했다.

## 역대 선거 결과
|  | 30.28% |

|  | 52.71% |